# 제민천교 영세비
제민천교 영세비(濟民川橋 永世碑)는 대한민국 충청남도 공주시 공산성 금서루 입구에 있는 비석이다. 공주시의 향토문화유적(기념물) 제20호로 지정되었다.

## 개요
1817년(순조 17) 제민천이 범람하고 제민천교가 붕괴되자 이를 재 건립한 사실을 기리는 비석이다. 비문에는 1817년 여름 홍수로 다리와 둑이 무너지자, 다리의 복구를 8월에 마치고 하천의 둑을 고쳐쌓은 일은 이듬해인 1818년 4월에 모두 완료하였다고 기록되어 있다. 또한 사업 자금의 조달방법 및 그 과정에서 공이 있는 관리와 자금을 지원한 강신환 등 10여명의 일반백성 이름도 적혀 있다.